# Barbara Ehrenreich

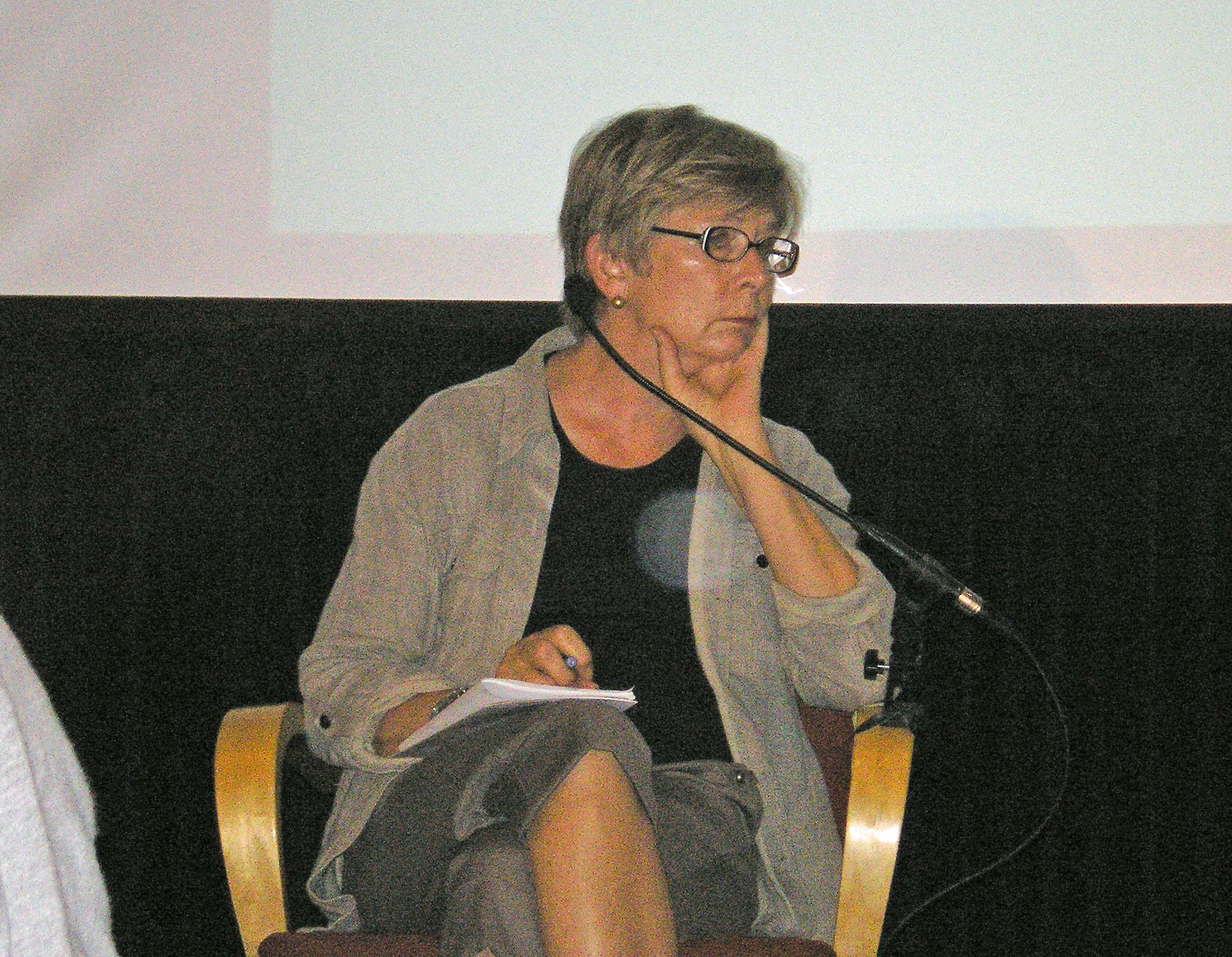
Barbara Ehrenreich

Barbara Ehrenreich (Butte, Montana, 26 de agosto de 1941-Alexandria, Virginia, 1 de septiembre de 2022) fue una ensayista y activista social estadounidense. Ehrenreich estudió en el Reed College de Portland, Oregón obteniendo un doctorado en biología por la Universidad Rockefeller de Nueva York. Tras su doctorado, decidió no convertirse en investigadora científica y comenzó a involucrarse en la política, siendo activista por el cambio social. Pertenecía a la cúpula del Partido Socialistas Democráticos de América.

## Carrera profesional
Desde 1991 hasta 1997 había sido columnista habitual en la revista Time y había escrito para publicaciones como The New York Times, Mother Jones, The Atlantic Monthly, Ms, The New Republic, Z Magazine, In These Times y Salon.com. En agosto de 2005 escribió para el periódico The Progressive.
Su libro, Nickel and Dimed (2002), publicado en español con el título Por cuatro duros, se convirtió en un éxito de ventas en Estados Unidos. En él recogía sus experiencias en trabajos poco remunerados, como parte de un trabajo de investigación sobre las condiciones laborales de las clases pobres de Estados Unidos.
En 2009 publicaba el libro Sonríe o muere: la trampa del pensamiento positivo donde denunciaba el origen y los peligros del pensamiento positivo, corriente de origen puritano que nos obliga a aceptar con una sonrisa bobalicona y espíritu de superación las desgracias más terribles de la vida.
En 2018 publicaba Causas naturales: como nos matamos por vivir más en el que narraba los ridículos intentos de sortear la muerte.

## Premios
En 2018 fue galardonada con el Premio Erasmus.

## Obra traducida al español

### Libros de Barbara Ehreinreich
- 1984 - Brujas, comadronas y enfermeras: historia de las sanadoras (con Deirdre English), Barcelona, Lasal, ISBN 848562709102123371
- 1990 - Por su propio bien: 150 años de consejos de expertos a las mujeres (con Deirdre English), Madrid , Taurus, D.L. 1990, ISBN 84-306-0149-X
- 2000 - Ritos de sangre: orígenes e historia de las pasiones de la guerra, Madrid, Espasa Calpe, 2000, ISBN 84-239-9758-8
- 2003 - Por cuatro duros. Cómo (no) apañárselas en Estados Unidos (RBA, 2003)
- 2008 - Una historia de la alegría: el éxtasis colectivo de la antigüedad a nuestros días, Barcelona, Paidós Ibérica, D.L., ISBN 978-84-493-2114-6.
- 2010 - Por su propio bien: 150 años de consejos de expertos a las mujeres, Capitán Swing, Madrid, Capitán Swing, ISBN 978-84-937709-2-1
- 2011 - Sonríe o muere: la trampa del pensamiento positivo, Editorial Turner, ISBN 978-84-7506-938-8
- 2018 - Causas naturales: como nos matamos por vivir más Editorial Turner, ISBN 8417141677 ISBN 9788417141677.

### Artículos de Barbara Ehreinreich
En la revista Sin Permiso pueden consultarse numerosos artículos de Barbara Ehrenreich, entre otros:
- 2012 - Cómo se hace pagar su pobreza a los pobres.
- 2010 - Sonríe o muere. Entrevista.
- 2009 - La propaganda de las masivas mamografías rutinarias.
- 2009 - ¿Han arruinado las mujeres sus vidas por culpa del feminismo?.
- 2008 - El último tabú de EE. UU. Existe ese poderoso mito de que los Estados Unidos no tienen clases. Entrevista.

## Obra en inglés - ensayos
- The Uptake, Storage, and Intracellular Hydrolysis of Carbohydrates by Macrophages (con Zanvil A. Cohn) (1969)
- Long March, Short Spring: The Student Uprising at Home and Abroad (con John Ehrenreich) (1969)
- The American Health Empire: Power, Profits, and Politics (con John Ehrenreich and Health PAC) (1971)
- Witches, Midwives, and Nurses: A History of Women Healers (con Deirdre English)  (1972)
- Complaints and Disorders: The Sexual Politics of Sickness (con Deirdre English) (1973)
- For Her Own Good: Two Centuries of the Experts' Advice to Women (con Deirdre English) (1978)
- Women in the Global Factory (1983)
- The Hearts of Men: American Dreams and the Flight from Commitment (1983)
- Re-Making Love: The Feminization of Sex (con Elizabeth Hess y Gloria Jacobs) (1986)
- The Mean Season (con Fred L. Block, Richard A. Cloward, y Frances Fox Piven) (1987)
- Fear of Falling: The Inner Life of the Middle Class (1989)
- The Worst Years of Our Lives: Irreverent Notes from a Decade of Greed (1990)
- The Snarling Citizen: Essays (1995)
- Blood Rites: Origins and History of the Passions of War (1997)
- Nickel and Dimed: On (Not) Getting By In America (2001)
- Global Woman: Nannies, Maids, and Sex Workers in the New Economy (ed., con Arlie Hochschild) (2003)
- Bait and Switch: The (Futile) Pursuit of the American Dream (2005)
- Dancing in the Streets: A History of Collective Joy (2007)
- This Land Is Their Land: Reports From a Divided Nation (2008)
- Bright-sided: How the Relentless Promotion of Positive Thinking Has Undermined America (2009). Reino Unido: Smile Or Die: How Positive Thinking Fooled America and the World
- Living with a Wild God: A Nonbeliever's Search for the Truth about Everything (2014)
- Natural Causes: An Epidemic of Wellness, the Certainty of Dying, and Killing Ourselves to Live Longer (2018)